# カワセミ亜科
カワセミ亜科 (かわせみあか、学名 Alcedininae) は、鳥類ブッポウソウ目カワセミ科の亜科である。狭義のカワセミ科 Alcedinidae sensu stricto とも。

## 特徴
旧世界とオーストラリア区に生息する。
嘴（くちばし）は細長い。水面にダイブし、水生昆虫を捕食する。

## 系統と分類
カワセミ科の3つの亜科の1つだが、3亜科間の系統関係は不明確である。
系統樹は Moyle & Johnson (2006)・ToL (2008)より。かつては2–3属に分けられたが、これらは多系統だったため、4属に再編された。
|  | ヒメショウビン属 Ispidina                                                     |
|  |                                                                               |
|  | Corythornis                                                                   |
|  |                                                                               |
|  | \| \| ミツユビカワセミ属 Ceyx \| \| \| \| \| \| カワセミ属 Alcedo \| \| \| \| |
|  |                                                                               |
|  | ミツユビカワセミ属 Ceyx                                                       |
|  |                                                                               |
|  | カワセミ属 Alcedo                                                             |
|  |                                                                               |

|  | ミツユビカワセミ属 Ceyx |
|  |                         |
|  | カワセミ属 Alcedo       |
|  |                         |

|  | ヒメショウビン属 Ispidina                                                     |
|  |                                                                               |
|  | Corythornis                                                                   |
|  |                                                                               |
|  | \| \| ミツユビカワセミ属 Ceyx \| \| \| \| \| \| カワセミ属 Alcedo \| \| \| \| |
|  |                                                                               |
|  | ミツユビカワセミ属 Ceyx                                                       |
|  |                                                                               |
|  | カワセミ属 Alcedo                                                             |
|  |                                                                               |

|  | ミツユビカワセミ属 Ceyx |
|  |                         |
|  | カワセミ属 Alcedo       |
|  |                         |

Sibley & Ahlquist (1990) ではカワセミ科とされた。他の2科（2亜科）がヤマセミ小目 Cerylida に分類されていたのと異なり、単型のカワセミ小目 Alcedinida に分類されていた。

## 属と種
国際鳥類学会議 (IOC)による（ただし Version 2.6 Draftを反映）。3属24種。日本ではカワセミのみが生息する。
- Ispidina ヒメショウビン属
  - Ispidina lecontei, African Dwarf Kingfisher, コビトカワセミ
  - Ispidina picta, African Pygmy Kingfisher, ヒメショウビン
- Corythornis （Alcedo の一部と Ispidina の一部）
  - Corythornis madagascariensis, Madagascar Pygmy Kingfisher, マダガスカルヒメショウビン （I. madagascariensis）
  - Corythornis leucogaster, White‐bellied Kingfisher, シロハラカワセミ （A. leucogaster）
  - Corythornis nais, Principe Kingfisher, プリンシペカンムリカワセミ （A. nais）
  - Corythornis cristatus, Malachite Kingfisher, カンムリカワセミ （A. cristata）
  - Corythornis thomensis, Sao Tome Kingfisher, サントメカンムリカワセミ （A. thomensis）
  - Corythornis vintsioides, Madagascar Kingfisher, マダガスカルカンムリカワセミ （A. vintsioides）
- Ceyx ミツユビカワセミ属 （Alcedo から一部が移動）
  - Ceyx erithaca, Oriental Dwarf Kingfisher, ミツユビカワセミ （C. rufidorsa を含む; C. erithacus）
  - Ceyx melanurus, Philippine Dwarf Kingfisher, アカカワセミ
  - Ceyx fallax, Sulawesi Dwarf Kingfisher, セレベスカワセミ
  - Ceyx lepidus, Variable Dwarf Kingfisher, マメカワセミ
  - Ceyx cyanopectus, Indigo‐banded Kingfisher, アオオビカワセミ （A. cyanopecta）
  - Ceyx argentatus, Silvery Kingfisher, セジロカワセミ （A. argentata）
  - Ceyx azureus, Azure Kingfisher, ルリミツユビカワセミ （A. azurea）
  - Ceyx websteri, Bismarck Kingfisher, ビスマークカワセミ （A. websteri）
  - Ceyx pusillus, Little Kingfisher, ヒメミツユビカワセミ （A. pusilla）
- Alcedo カワセミ属

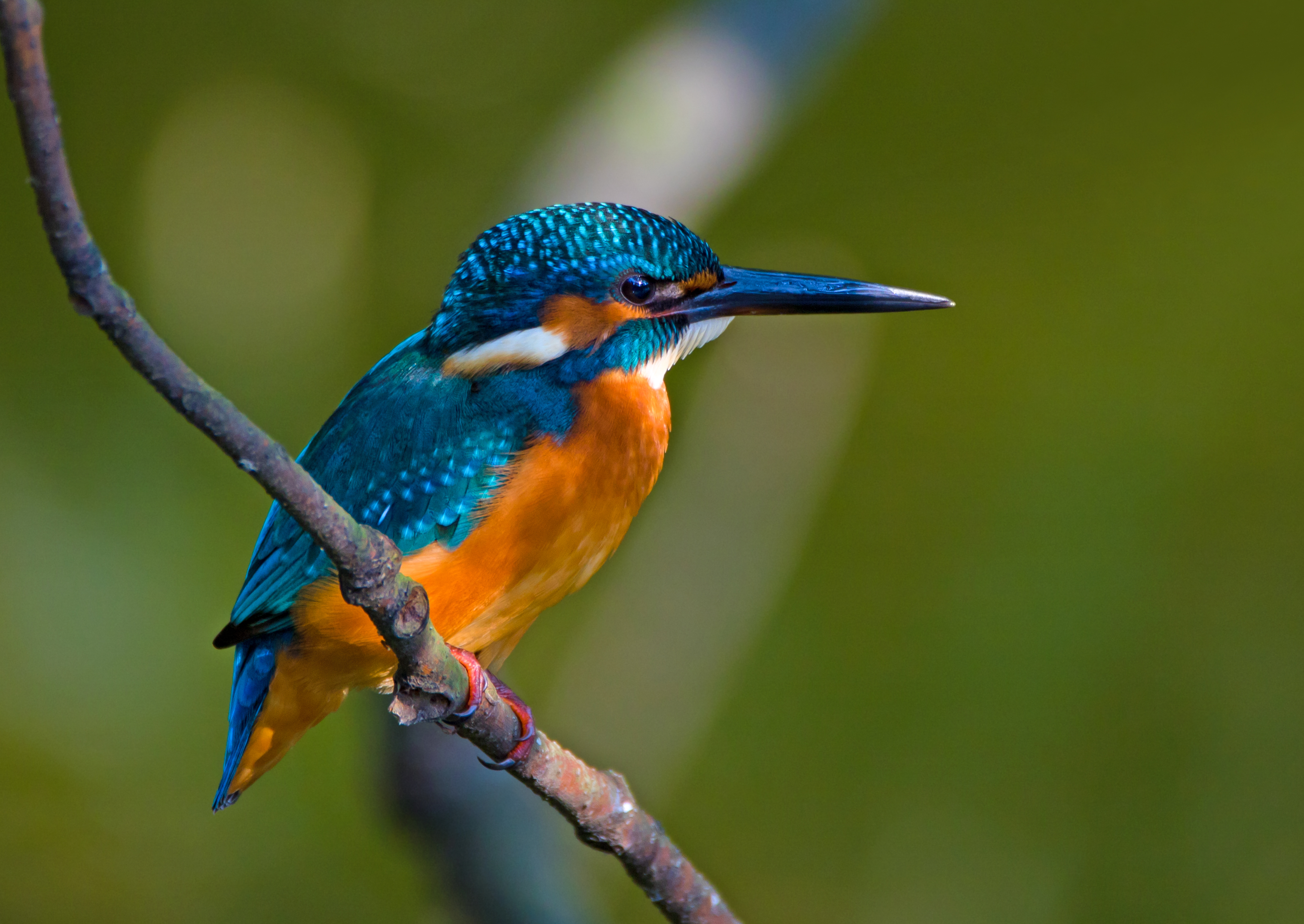
カワセミ

- - Alcedo coerulescens, Cerulean Kingfisher (Small Blue Kingfisher), ヒメアオカワセミ
  - Alcedo euryzona, Blue‐banded Kingfisher, アオムネカワセミ
  - Alcedo quadribrachys, Shining‐blue Kingfisher, ルリハシグロカワセミ
  - Alcedo meninting, Blue‐eared Kingfisher, ルリカワセミ
  - Alcedo atthis, Common Kingfisher, カワセミ
  - Alcedo semitorquata, Half‐collared Kingfisher, ハシグロカワセミ
  - Alcedo hercules, Blyth’s Kingfisher, オオカワセミ